# Kypello Ellados 1939-1940
La Coppa di Grecia 1939-1940 è stata la 4ª edizione del torneo. La competizione è terminata ll 2 giugno 1940. Il Panathīnaïkos ha vinto il trofeo per la prima volta, battendo in finale l'Aris Salonicco.

## Ultimo turno preliminare
| Squadra 1          | Risultato   | Squadra 2           |
| ------------------ | ----------- | ------------------- |
| Doxa Dramas        | 3 – 0       | Aspis Xanthi        |
| Iraklis Serron     | ?–?         | Iraklis Kavala      |
| MENT               | 1 – 0       | Makedonikos         |
| Nikī Volo          | 0 – 2       | Olympiakos Volos    |
| Pagrati            | 1 – 0 (dts) | Dafni Atene         |
| Keramikos Kaminion | 2 – 2 (dts) | Proodeftikī         |
| Panachaïkī         | 1 – 2       | Olympiakos Patrasso |
| EGO Herakleo       | ?–?         | Ergotelīs           |

Rigiocata
| Squadra 1   | Risultato | Squadra 2          |
| ----------- | --------- | ------------------ |
| Proodeftikī | 4 – 1     | Keramikos Kaminion |

## Ottavi di finale
| Squadra 1           | Risultato    | Squadra 2       |
| ------------------- | ------------ | --------------- |
| Panathīnaïkos       | 6 – 1        | Iraklis Serron  |
| Doxa Dramas         | 1 – 1 (dts)  | Arīs Salonicco  |
| Olympiakos Patrasso | 1 – 2        | Ethnikos Pireo  |
| AEK Atene           | 5 – 1        | Proodeftikī     |
| EGO Herakleo        | 0 – 2 a tav. | Apollōn Smyrnīs |
| PAOK                | 3 – 0        | Pagrati         |
| Olympiacos          | 4 – 2        | MENT            |
| Olympiakos Volos    | 3 – 1        | Īraklīs         |

Rigiocata
| Squadra 1      | Risultato | Squadra 2   |
| -------------- | --------- | ----------- |
| Arīs Salonicco | 4 – 2     | Doxa Dramas |

## Quarti di finale
| Squadra 1      | Risultato   | Squadra 2        |
| -------------- | ----------- | ---------------- |
| Panathīnaïkos  | 1 – 1 (dts) | Apollōn Smyrnīs  |
| PAOK           | 1 – 1 (dts) | Arīs Salonicco   |
| Ethnikos Pireo | 1 – 0       | Olympiacos       |
| AEK Atene      | 5 – 1       | Olympiakos Volos |

Rigiocate
| Squadra 1       | Risultato | Squadra 2     |
| --------------- | --------- | ------------- |
| Apollōn Smyrnīs | 1 – 4     | Panathīnaïkos |
| Arīs Salonicco  | 1 – 0     | PAOK          |

## Semifinali
| Squadra 1      | Risultato   | Squadra 2      |
| -------------- | ----------- | -------------- |
| Panathīnaïkos  | 1 – 0       | Ethnikos Pireo |
| Arīs Salonicco | 2 – 2 (dts) | AEK Atene      |

Rigiocata 
| Squadra 1      | Risultato | Squadra 2 |
| -------------- | --------- | --------- |
| Arīs Salonicco | 3 – 0     | AEK Atene |

## Finale
| Arbitro: | Diamantopoulos |

|                                            |           |                    |
| Baltakis 9’ Triantafyllis 10’ Migiakis 13’ | Marcatori | 61’ Chatzinikolaou |